# Pablo Maffeo
Pablo Carmine Maffeo Becerra (* 12. července 1997) je španělský fotbalista, který hraje jako obránce za Mallorcu.

## Reprezentační kariéra
Maffeo byl mládežnickým reprezentantem Španělska. Dne 10. listopadu 2023 ho povolal trenér argentinské reprezentace, Lionel Scaloni, na zápasy kvalifikace na Mistrovství světa ve fotbale 2026 proti Uruguayi a Brazílii.